# Bradley Orr
Bradley Orr (Liverpool, 1 november 1981) is een Engels voetballer uitkomend op huurbasis voor Toronto FC. Hij staat onder contract bij Blackburn Rovers.

## Clubcarrière
Bradley Orr begon zijn carrière bij Newcastle United, daar wist hij echter nooit door te breken. Na een kortstondige uitleenbeurt aan Burnley FC in 2004, kwam hij later dat jaar onder contract te staan bij Bristol City. Uiteindelijk zou Orr zes seizoenen spelen voor zijn nieuwe club en daarin maakte hij ruim 200 optredens. Zijn goede spel voor de club werd beloond met een transfer naar Queens Park Rangers in 2010. Gedurende het seizoen 2010/11 stond Orr steevast in de basis en leverde hij een belangrijk aandeel aan het kampioenschap. Door verschillende nieuwe aankopen van de club, belandde Bradley Orr op een zijspoor bij QPR.
In januari 2012 werd hij transfervrij aangetrokken door Blackburn Rovers. Hij kon echter niet voorkomen dat de club degradeerde uit de Premier League. In november 2012 werd hij door Blackburn voor drie maanden verhuurd aan Ipswich Town. In september 2013 volgde een nieuwe uitleenbeurt, ditmaal aan Blackpool FC. Op 18 januari 2014 werd bekendgemaakt dat Bradley Orr voor een jaar verhuurd zou worden aan de Canadese club Toronto FC dat uitkomt in de MLS.

## Erelijst
Queens Park Rangers
- Football League Championship: 2010/11

 Bristol City
- PFA Championship Team van het Jaar: 2008